# Kaiserpokal 1939
Der Kaiserpokal 1939 war die neunzehnte Austragung des Kaiserpokals, des höchsten japanischen Fußballpokalwettbewerbs. Sieger des Wettbewerbs waren die Keiō BRB.

## Ergebnisse

### Viertelfinale
|                    | Ergebnis |                               |
| ------------------ | -------- | ----------------------------- |
| Waseda-Universität | 6:0      | Kobe Commercial University    |
| All Bosung         | 4:0      | Kwansei-Gakuin-Universität    |
| Yonhi College      | 0:4      | Keiō BRB                      |
| Osaka Club         | 0:8      | Kaiserliche Universität Tokio |

### Halbfinale
|                    | Ergebnis |                               |
| ------------------ | -------- | ----------------------------- |
| Waseda-Universität | 2:2      | All Bosung                    |
| Keiō BRB           | 4:1      | Kaiserliche Universität Tokio |

### Spiel um Platz 3
|            | Ergebnis |                               |
| ---------- | -------- | ----------------------------- |
| All Bosung | 5:3      | Kaiserliche Universität Tokio |

### Finale
|                    | Ergebnis |          |
| ------------------ | -------- | -------- |
| Waseda-Universität | 2:3      | Keiō BRB |